# Œuvres cinématographiques complètes
Œuvres cinématographiques complètes est un livre de Guy Debord paru en novembre 1978 aux éditions Champ libre. Ce livre est réédité à partir de 1994 par les éditions Gallimard.

## Contenu
Le livre contient le texte des six films réalisés par Guy Debord :
- Hurlements en faveur de Sade (1952)
- Sur le passage de quelques personnes à travers une assez courte unité de temps (1959)
- Critique de la séparation (1961)
- La Société du spectacle (1973)
- Réfutation de tous les jugements, tant élogieux qu'hostiles, qui ont été jusqu'ici portés sur le film « La Société du spectacle » (1975)
- In girum imus nocte et consumimur igni (1978)

Le livre contient aussi 62 photogrammes tirés des films de Debord.

## Présentation
Texte de présentation figurant sur la jaquette de l'édition Champ libre (novembre 1978) : 
« Dans le cinéma, Debord s'est toujours proposé de ne rien faire de ce qu'on y faisait, et de faire tout ce qu'on n'y faisait pas. 
Tout au long d'une période de vingt-cinq années, chacun de ses films, bien conçu pour aggraver son cas, a confirmé cette détestable ambition. On sait que la société ne compte plus d'« artistes maudits », depuis la destruction de l'art lui-même, suivie de la promotion de tout quidam de bonne volonté au statut de petit fonctionnaire de la culture. Le négatif ayant été, au cinéma, moins goûté encore que partout ailleurs, il n'y aurait peut-être jamais eu de cinéaste maudit si Debord n'avait pas fait de films. 
Le monde a répondu à ses excès en le considérant comme parfaitement insignifiant. »

## Éditions
- Œuvres cinématographiques complètes, Champ libre, Paris, 1978.  (ISBN 2-85184-098-3)
- Œuvres cinématographiques complètes, Éditions Gallimard, Collection blanche, Paris, 1994.  (ISBN 2-07-074065-X)